# パーヴォ・カリオ
パーヴォ・カリオ（Paavo Kallio、1914年4月13日 - 1992年6月11日）は、フィンランドの植物学者である。長くトゥルク大学で働いた。
トゥルクで生まれた。1935年にトゥルク大学に入学し、研究を始めるが、第二次世界大戦で研究は中断され、ラップランドやカレリアで士官として働いた。1944年に大学を卒業し、1951年にミクラステリアス（藻類）の研究で博士号を得た。トゥルク大学の助手、助教授を経て、1963年から1977年の間、植物学の教授となった。1892年にはクオピオ大学で名誉博士号も得た。
ヤクート、チュクチ、スヴァールバル諸島およびラブラドル半島で野外調査を行い、フィンランド北部の植物相を研究した。1956年に、フィンランド北端のウツヨキ・ケヴォ（Utsjoki Kevo）に研究基地を設け、1976年まで基地マネージャを務め、1977年から引退する1984年まで、運営委員長を務めた。北欧や北アメリカの研究機関との共同研究を推進した。ケヴォに。北半球の各地の樹木を栽培する樹木園を作って研究した。植物学以外に、サーミの人々の生活にも興味を持つようになり、イナリのサーミ博物館（Siida）の設立に尽力した。